# Partula exigua
Partula exigua foi uma espécie de gastrópodes da família Partulidae.
Foi endémica da Polinésia Francesa.